# ルナ・ウイング 〜時を越えた聖戦〜
『ルナ・ウイング 〜時を越えた聖戦〜』（LUNAR WING）は翔泳社ソフトウェアソリューション局より2001年7月12日に発売されたPlayStation用恋愛巨編シミュレーションRPGの第二弾。
セラードとベルガードという二つの種族の争いから隠された真実を解き明かし、真実の敵を倒すというゲームである。
国内を移動して戦闘、飛空挺の船内で女の子とのイベントを繰り返し、すべてのシナリオを終了するとゲームクリアとなる。
原画を青山総一（明日香景介）が担当し、オープニングとエンディングを前作に引き続き笠原弘子が、さらに挿入歌を清水香里が歌っている。
なお、翔泳社が6年にわたり発売し続けてきたコンシュマー用ゲームソフトは本作での終結をみせた。

## ストーリー
五千年の遥か昔、セラの地にエルセリオと呼ばれし超文明があった。エルセリオは魔学を駆使し巨大な繁栄をセラの民セラード達にもたらしたが、あの忌まわしき出来事により繁栄は終わる。
セラにはベルガと呼ばれる一つの衛星があり、セラードとは異なる民が文明を築いていた。闇の星に住み闇の神ベルガを信仰する民ベルガードは、魔学によってベルガの軌道を楕円に歪め、次元の歪みから異形の者を生み出した。
それこそは聖典第35章に予言され、やがてその名前を口にすることすら忌むべきこととして、俗に死と呼ばれるようになったベルガの最も有能な僕、第一破戒神ゼルアザであった。
時に、公国暦マイナス45年。黙示録に予言されし大破局により、ベルガードもまたセラードと同様高等文明を失い、その大部分がセラの大地に取り残された。
死、すなわちゼルアザはエルセリオを徹底的に破壊した後、眠りについたが、その後も一年に一度ベルガがセラに最接近する闇の日が近づくと、各地に津波や竜巻といった天変地異、疫病などを引き起こし、セラに住む人々を脅かし続けた。それが歴史だった。

## キャラクター
レシオン（17歳/戦士）（声：高橋直純）
大地の神セラを信仰するトリスタン公国で生まれ、3歳の頃母アリアがベルガードに殺され、そのベルガードであった父は5歳の頃に彼を残し姿を消した。ゆえに父と自分の中に流れるベルガードの血を憎み聖騎士団に入団。入団後は急速に頭角をあらわし、ベルガードの討伐隊に抜擢されることとなった。
幼なじみのセシルに恋心を抱いていたが、勝手に振られたと思い込み今は仲の良い女友達と思っている。
シルファ（17歳/王女・司祭）（声：笠原弘子）
トリスタン公国の第3王女。フルネームはシルファーナ・デュ・アルナ・トリスタン。幼くして修道院に入れられたため、心優しく、芯が強い。聖騎士団長ヒースクリフに恋心を抱いていたが、婚約者である第2王女に気を遣い、その想いを心の奥に封じ込めている。修道院からの帰り、ベルガードのアリシアによって誘拐された。
体が弱く、薄幸の美少女。
セシル（17歳/弓術士）（声：南央美）
レシオンの幼なじみ。彼の弱さをいつも気にかけてはいるが、特別な感情は持っていない。幼なじみだけあって、レシオンに対する口調はぶっきらぼうになってしまう。シルファに対しコンプレックスを感じている。
聖騎士団に入ったレシオンを追って弓術士となって討伐隊に加わった。
パティ（16歳/格闘家）（声：坂本真綾）
聖騎士団長ヒースクリフの妹。フルネームはパトルアリス・クル・アーナルタス。幼少期に両親をベルガードに殺され、たった一人の肉親である兄を慕い、いつも兄を自慢している。寂しさを紛らわすため明るく振舞っているが、本当は人一倍傷つきやすい繊細さを持っている。兄の婚約者である第2王女には嫉妬心を抱いている。
似た境遇を持つレシオンを兄のように慕い、親の敵であるベルガードのアリシアを嫌っている。
アリシア（17歳/魔戦士）（声：吉田古奈美）
ベルガードとして生まれ様々な経験をしてきたため、人をあまり信用していない。口も悪く攻撃的だが、頭脳派で正義感が強い。レシオンの父から魔学を学んだため彼を父親のように慕い、その息子であるレシオンにも好感を抱き真実を求め行動を共にする。
当初シルファを誘拐したためレシオンと敵対するが、ルルの仲介によって仲間となる。ベルガード嫌いのパティとは仲は悪いが、心を開いてほしいと思っている。
ルル（10歳/召喚士）（声：清水香里）
フルネームはルルル・ルアル・ラール・レルミネル。いきなり空から舞い降りてきたり、初対面なのにレシオンたちの名前を知っていたり、未来を知っていたり、2人に増えたりする謎の少女。冷静沈着で考え深く恋愛感情もしっかりしているが、ふとしたときに内気で甘えん坊なところを見せる。
チロル（19歳/飛銃士）（声：水谷優子）
女性考古学者。フルネームはチロル・フォン・バーテルス。好きなことは探検・古文書の研究・アイテム収集から食べる・歌う・料理・裁縫などなど…と、人生を楽しみつくすことをモットーとしている超マルチ人間。ただし、自分の恋愛となると超奥手である。いつもは能天気に振舞っているが、時々ズバリと確信をつく発言をする。
悪に対する嫌悪感が強く、人情に厚いお嬢様。教会の強引なやり方には反感を抱いている。パーティ唯一の眼鏡っ娘。
ネリー（?歳/賢者）（声：かないみか）
主人公を見守る賢者。女の子達の心のなかを読むことができ、主人公の恋愛をサポートする。明るく可愛くドジで面倒見のいいお姉さんタイプ。恋愛話が大好き。普段は何も考えていなさそうな適当さがあるが、実は世界のすべての真実を知っている。
ミルカ（22歳/女店主）（声：根谷美智子）
妖しい色気を漂わせる謎（?）の女性。「ミルカの店」というアイテムショップを営んでいる。包容力豊かなお姉さんタイプで、レシオンに少々の好意を抱いているらしい。高価な買い物をすると喜ぶんだとか。
ヒースクリフ（22歳/聖騎士）（声：子安武人）
トリスタン公国の聖騎士団長にしてレシオンの上官、パティの兄。信仰心と正義感が強い剣の達人。レシオンを信頼しており、討伐隊メンバーに加えた。両親をベルガードに殺されたため、敵として憎んでいる。
大司教マドルヌス
誘拐されたシルファを幽閉していたクラハ教会の大司教。
枢機卿ウベニケス
イーダ聖教会の枢機卿。レシオンたちを捕らえようとする。
教皇フィレネス
セラの教皇。ゼルアザ復活を目論んだ張本人。
魔王ゼルアザ
別称は第一破壊神。セラの民から「死」と恐れられ、その名を口に出すのも嫌われる存在。かつては鍛冶屋の３姉妹の次女。
聖魔神ベルガ
ゼルアザを片腕とし、自らの復活をたくらむ本作のラストボス。その存在すら一般には知られていない。

## 特殊技
- レシオン
  - ルミナスレイ - 剣を高速で動かして生み出す真空の刃。レシオンの技のなかで最も射程が長い。
  - アクセルチャージ - 反撃の隙を与えず強力な斬撃を連続で叩き込む剣技。
  - オーバーロード - 惑星霊の力を利用して敵を拘束し、急所を狙って渾身の一撃を見舞う最強剣技。

シルファ
  - 癒しの歌 - 天に祈りを捧げ、仲間全員の汚れを浄化することで体力を回復する歌。
  - 喜びの歌 - 神々の慈悲により、失われた仲間の魂を現世へ呼び戻す歌。
  - 神々の歌 - 自らを依童として神を降ろすことにより歌えるようになる、不浄を払う神の歌。

セシル
  - タキオンボルト - 空間を飛び交う光速粒子流に矢を乗せ、敵を貫く弓技。
  - アローストーム - 矢に強烈な回転を加えて気圧差を起こし、竜巻を発生させる弓技。
  - メテオフォール - 超振動する矢の一撃で大気圏に穴を空け、有害宇宙線と隕石で攻撃する弓技。

パティ
  - アサルトラッシュ - 瞬時に敵前へと移動し、逃げる隙を与えず無数の拳を打ち込む拳技。
  - ヴォルテクス - 素早い拳の動きで空気の流れを制御、真空の竜巻を作り出す拳技。
  - ヴォーパルバレィ - 物質を支える応力の集中点を一斉に攻撃、敵の身体を崩壊へと導く必殺拳技。

アリシア
  - スパイラルランス - 槍に高速回転を与え、敵装甲への貫通力を増幅させた槍技。
  - ヴォルケイノ - 槍の運動エネルギーを純粋な熱に変換、穂先から真紅の炎を吹き出す槍技。
  - ジャッジメント - 敵に突き刺した槍と雷雲の電気とをスパークさせ、内部から攻撃する槍技。

ルル
  - 使徒召喚 - 土くれにかりそめの命を吹き込み、巨人として戦場を駆け抜けさせる召喚技。
  - 魔獣召喚 - 大地の奥深く眠る伝説の竜を呼び覚まし、紅蓮の炎で攻撃させる召喚技。
  - 大使徒召喚 - 不死の象徴、翼を持つものたちの王である火の鳥を天空より飛来させ邪悪を焼き払う召喚技。

チロル
  - デスブリンガー - 軟弾頭の特殊弾丸が敵の体液中に異常物質を注入、状態異常を引き起こす銃技。
  - レイジペルト - 弾丸装填時間を補うため二丁の銃を時間差で使用、連続射撃する銃技。
  - ラストシュート - 照準マーカーで捕捉した敵座標へ、軌道上の攻撃衛星からレーザー照射を行う銃技。

- ヒースクリフ
  - バイパークロイツ　　
  - シャインブライト

- 大司教マドルヌス
  - リーンフォース - 仲間を回復させる。

枢機卿ウベニケス
  - バニッシュメント - 相手の罪の重さに対して神罰を下す。

教皇フィレネス
  - ホーリーソード - 目にした者の体力を奪う。

## 主題歌
オープニングテーマ「Wing for Love」（笠原弘子）
エンディングテーマ「希望という名の神話」（笠原弘子）
挿入歌「すべての明日に」（清水香里）

## 評価
電撃PlayStationソフトレビューでは55、50の105点。レビュアーは恋愛アドベンチャーゲームとしてはよくあるシステムだがヒロインの好感度が上がり過ぎると逆に嫌われるのは面白い、おまけ程度ながら戦闘にはまとまりがあったとした一方で、画面が切り替わるたびにロードがあるのはテンポが悪い、台詞回しが気になるところがあって世界に入り込めない、SLGとADVパートで互換性がほしく、ないなら片方に特化したつくりにすればよかったとした。

## 関連商品
- 書籍
  - 攻略ガイドブック（新紀元社）
  - 公式原画集（童夢舎）
- CD
  - Wing for Love（シングルCD・徳間ジャパンコミュニケーションズ/TKDA-71859）
  - オリジナルサウンドトラック（徳間ジャパンコミュニケーションズ/TKCA-71873）
  - Special Disk for Windows（非売品） - Windows用の壁紙やスクリーンセイバーを収録した販促CD。

2003年3月27日にサクセスよりSuperLite 1500シリーズとして『ルナウイング 〜時を越えた聖戦〜』（PS）が発売されている。